# Paola (Kansas)
Paola é uma cidade localizada no estado americano de Kansas, no Condado de Miami.

## Demografia
Segundo o censo americano de 2000, a sua população era de 5011 habitantes.
Em 2006, foi estimada uma população de 5339, um aumento de 328 (6.5%).

## Geografia
De acordo com o United States Census Bureau tem uma área de
11,4 km², dos quais 10,6 km² cobertos por terra e 0,8 km² cobertos por água.

## Localidades na vizinhança
O diagrama seguinte representa as localidades num raio de 20 km ao redor de Paola.